# Conesus (jezioro)
Jezioro Conesus – jezioro w Stanach Zjednoczonych, w stanie Nowy Jork, w hrabstwie Livingston, w regionie Finger Lakes. 

## Opis
Jezioro jest najbardziej położonym na zachód jeziorem regionu. Powierzchnia jeziora wynosi 13,8 km², maksymalna długość to 13 km, a maks. szerokość – 1,6 km. Największa głębia zaś wynosi 20 m. Lustro wody położone jest 249 m n.p.m.

Widok na jezioro z powietrza

W sierpniu 2006 roku Departament Ochrony Środowiska stanu Nowy Jork podał do informacji, że jezioro było (w 2006) dotknięte epidemią posocznicy krwotocznej (VHS), która jest zakaźną chorobą ryb powodującą ich masowe wymieranie, ale nie wiąże się z żadnymi zagrożeniami w stosunku do zdrowia ludzkiego.

## Rekreacja
3 lipca każdego roku mieszkańcy okolic jeziora uczestniczą w tradycji zwanej Pierścień Ognia. Uczestnicy rozpalają flary wokół jeziora i odpalają fajerwerki. Uroczystości zazwyczaj rozpoczynają się o zmierzchu.

### Wędkarstwo
Gatunki ryb zamieszkujące jezioro to: alozy tęczowe, bassy niebieskie, sumiki karłowate, sandacze amerykańskie, szczupaki północne, okonie żółte, bassy małogębowe, bassy wielkogębowe oraz tiger muskellunge.